# Station Muizen-Goederen
Station Muizen-Goederen is een goederenstation in Muizen, een deelgemeente van de stad Mechelen. Het ligt naast het gelijknamige station voor reizigersverkeer aan de spoorlijnen 53 (Schellebelle-Leuven) en 27B (Sint-Katelijne-Waver - Weerde).
De telegrafische afkorting is FIZG.